# جلال محمودزاده
جلال محمودزاده (زادهٔ ۱۳۴۵) سیاستمدار اهل ایران است. وی نمایندهٔ حوزهٔ انتخابیهٔ مهاباد در دورهٔ هشتم مجلس شورای اسلامی، دهم مجلس شورای اسلامی و یازدهم مجلس شورای اسلامی است.
ایشان از منتقدان اصلی سیاست ها و عملکرد دولت های روحانی و رئیسی و برخوردهای نیروهای نظامی و امنیتی در مناطق کُردنشین با معترضان علی الخصوص در اعتراضات بعد از فوت مهسا (ژینا) امینی بود که در آن زمان نیز در پی شکایت دادستانی به دادگاه و هیات نظارت بر رفتار نمایندگان احضار شد. در انتخابات مجلس دوازدهم پس از پایان بررسی صلاحیت داوطلبان انتخابات مجلس دوازدهم در هیأتهای اجرایی، نظارت و شورای نگهبان، مشخص شد صلاحیت وی و تعداد دیگری از چهره های مستقل و میانه رو و منتقد به جریانات تندرو کشور و طرح ها و لوایح مسئله ساز همچون عفاف و حجاب، صیانت از فضای مجازی و … توسط هیأتهای مذکور رد شده است که این موضوع واکنشهایی را در رسانه ها در پی داشت.